# Oscar Fabbiani
Oscar Roberto Fabbiani Venturelli (Buenos Aires, 17 dicembre 1950) è un ex calciatore argentino naturalizzato cileno, di ruolo attaccante.

## Caratteristiche tecniche
Fu uno dei più prolifici attaccanti del campionato cileno, confermando le sue doti realizzative anche nella breve esperienza nella NASL.

## Carriera

### Club
Con la maglia del Palestino vinse per tre volte di fila la classifica cannonieri del Cile, dal 1976 al 1978. Dal 1979 al 1981 giocò nei Tampa Bay Rowdies, con i quali vinse anche un titolo di capocannoniere nella stagione 1979. In seguito giocò nei Dallas Sidekicks per una stagione, prima di tornare in Cile, dove si stabilì a vivere. Nel 1988 giocò per l'Audax Italiano in seconda serie cilena.

### Nazionale
Naturalizzatosi cileno in seguito agli anni trascorsi in tale paese, partecipò con la sua Nazionale alla Copa América 1979.

## Palmarès

### Calcio

#### Club
- Campionato cileno: 1

Palestino: 1978

#### Individuale
- Calciatore cileno dell'anno: 1

1986